# Helan och Halvans förflutna
Helan och Halvans förflutna (engelska: Chickens Come Home) är en amerikansk komedifilm med Helan och Halvan från 1931 regisserad av James W. Horne.

## Handling
Helan kandiderar till att bli borgmästare och umgås i de finare sällskapen. En dag när han med hjälp Halvan sitter på sitt kontor och planerar ett tal dyker hans gamla flickvän upp från ingenstans och vill ha pengar. Helan ber henne att omedelbart lämna. Då hotar hon honom med att förstöra både hans äktenskap och karriär om hon inte får som hon vill.

## Om filmen
Filmen hade två svenska titlar när filmen visades i Sverige första gången, Helan och Halvans förflutna och I valet och kvalet. 1946, 1952 och 1954 gick filmen under titeln Vilda fruar och 1959 och 1965 Vad kvinnan vill.
Filmen är en remake av stumfilmen Love 'Em and Weep från 1927. En liten detalj i denna film kom att återanvändas i duons senare kortfilm Objudna gäster som kom ut samma år som denna.
Filmen har även spelats in på spanska där Helan och Halvan själva talar spanska. Denna version finns bevarad och har givits ut på DVD.

## Rollista (i urval)
- Stan Laurel – Stan (Halvan)
- Oliver Hardy – Ollie (Helan)
- Mae Busch – flickvännen
- Thelma Todd – Helans fru
- James Finlayson – betjänten
- Gordon Douglas – man som passerar förbi
- Charles K. French – domaren
- Baldwin Cooke – kontorsanställd
- Dorothy Layton – kontorsanställd[1]